# Просто приводимые группы
Группа G называется просто приводимой, или SR-группой (от англ. simply reducible), если она обладает следующими свойствами: каждый элемент группы G сопряжён со своим обратным и в разложении тензорного произведения любых двух неприводимых представлений группы G каждое неприводимое представление входит не более одного раза. Этот класс групп был введён лауреатом нобелевской премии по физике Юджином Вигнером в связи с задачами на собственные функции уравнения Шрёдингера квантовой механики. Данный класс конечных групп исследовался слабо, что объясняется, вероятно, нетрадиционностью способа его задания.

## Основные свойства
Класс SR-групп замкнут относительно операций
факторизации и прямого произведения. Между тем, подгруппа SR-группы может не быть SR-группой.
Для конечной группы свойство простой приводимости эквивалентно обращению в равенство следующего неравенства, справедливого для всех конечных групп:
{\displaystyle \sum _{g\in G}|{\sqrt {g}}|^{3}\leq \sum _{g\in G}|C_{G}(g)|^{2}}
Центр конечной SR-группы либо тривиален, либо является элементарной абелевой 2-группой.

## Примеры
Среди непрерывных групп SR-группами будут, например, трёхмерная группа вращений, двумерная унитарная унимодулярная группа. Среди конечных групп ими будут, например, любая группа диэдра, любая элементарная абелева 2-группа, обобщённая группа кватернионов. Очевидно, что никакая группа нечётного порядка не является SR-группой.